# 주우온
주우온(朱宇溫, 1490년 ~ 1560년)은 당성왕(唐成王) 주미제(朱彌鍗)의 동생인 문성공정왕(文成恭靖王) 주미겸(朱彌鉗)의 아들로, 홍무제의 내손이다.

## 생애
1523년 주미제가 죽었는데 그의 두 아들이 요절하여 후사가 없는 상황이였기에 1525년 주미제의 조카였던 주우온이 당왕으로 봉해져 즉위하였고 아버지 주미겸을 문성공정왕으로 추존하였다.
1542년 황제에게 금을 바쳐 태묘에 기여한 공으로 옥대와 200석을 받았다.
1560년 사망하여 시호를 당경왕(唐敬王)이라 하였고, 당왕은 아들인 주주영이 계승하였다. 이후 1645년 현손인 융무제가 그를 혜황제(惠皇帝)로 추존하였다.

## 계보

### 선조
- 현조부: 홍무제
- 현조모: 현비 이씨(賢妃 李氏)
- 고조부: 당정왕(唐定王) 주경(朱桱)
- 증조부: 당혜왕(唐惠王) 주경달(朱瓊炟)
- 조부: 당장왕(唐莊王) 주지지(朱芝址)
- 백부: 당성왕(唐成王) 주미제(朱彌鍗)
- 부왕: 문성공정왕(文成恭靖王) 주미겸(朱彌鉗)

### 가족
- 황후: 혜황후(惠皇后) 조씨(趙氏)
- 아들: 순황제
- 손자: 단황제
- 증손자: 선황제
- 현손자: 융무제